# Swartzia mucronifera
Swartzia mucronifera är en ärtväxtart som beskrevs av John Macqueen Cowan. Swartzia mucronifera ingår i släktet Swartzia och familjen ärtväxter. Inga underarter finns listade i Catalogue of Life.